# Kylinxia
Kylinxia (лат.) — вымерший род артропод (членистоногих), описанный в 2020 году на основе шести образцов из маотяньшаньских сланцев на юге Китая. Образцы отнесены к одному виду Kylinxia zhangi. Возраст окаменелостей — 518 миллионов лет, что соответствует кембрийскому периоду. Анонсируя открытие на пресс-конференции 4 ноября 2020 года, Цзэн Хань из Нанкинского института геологии и палеонтологии сообщил, что животное «заполняет эволюционный разрыв между аномалокарисами и настоящими артроподами, являясь ключевой переходной формой в происхождении членистоногих», которая «предсказана теорией эволюции Дарвина». В тот же день было опубликовано научное описание в журнале Nature.

## Открытие
Kylinxia zhangi открыта при исследовании сланцев Маотяньшань в формации Юаньшань, провинция Юннань, Китай, в 2019 году. Цзэн Хань, Чжао Фанчэнь и Хуан Диин из Нанкинского института геологии и палеонтологии Китайской академии наук опубликовали научное описание и таксономию в журнале Nature в 2020 году. Шесть образцов животного достаточно полные и хорошо сохранились. Голотипы хранятся в Нанкинском институте геологии и палеонтологии, в то время как дополниетльные образцы (паратипы) хранятся в Музее естественной истории инлянского камня.

### Этимология
Родовое название Kylinxia подчёркивает смесь признаков членистоногих: kylin образовано от химерного существа цилиня из китайской мифологии, тогда как xia (蝦) — китайский термин, обозначающий артропод, похожих на креветок. Видовое название zhang дано в честь Ехуэя Чжана, который предоставил дополнительные образцы (паратипы). 

## Описание

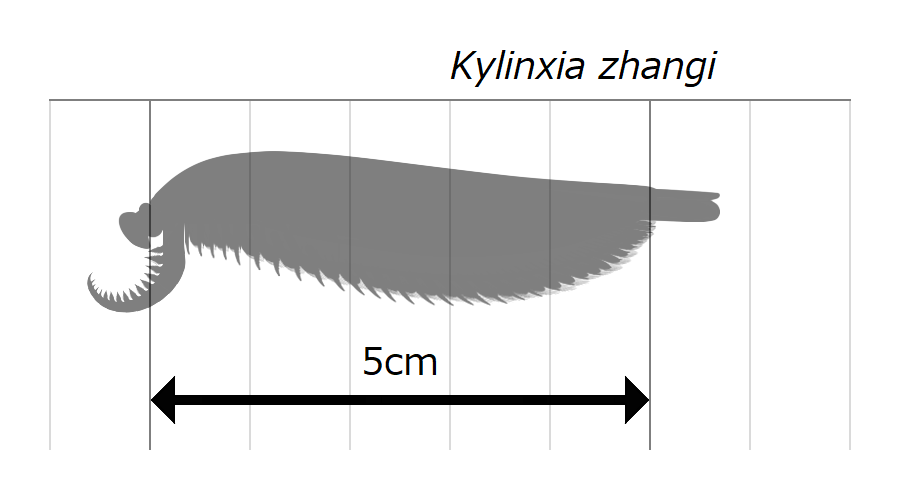
Диаграмма с размером животного

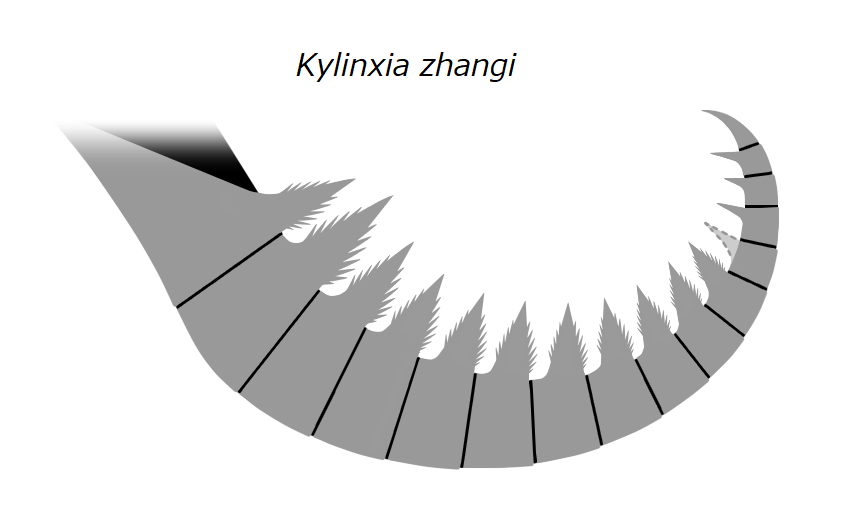
Передний придаток Kylinxia zhangi

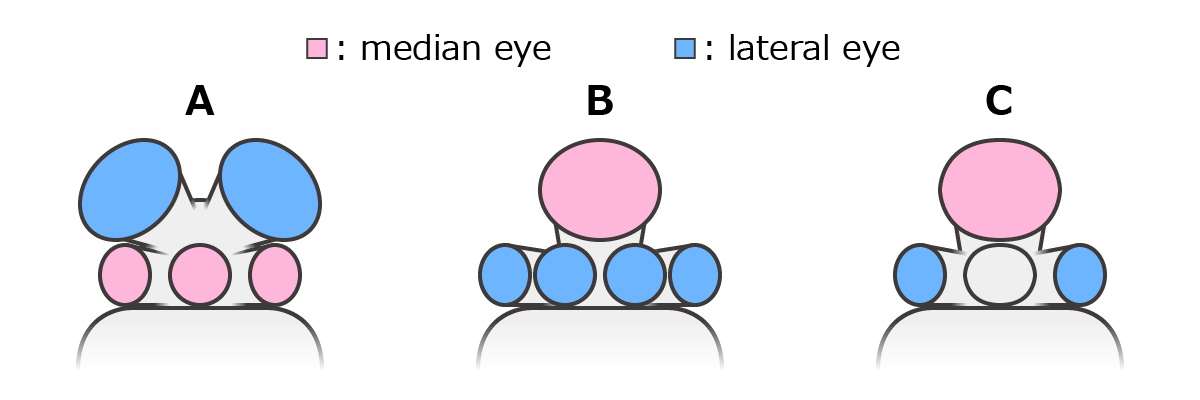
Различные версии расположения глаз у Kylinxia.
A: Пара больших боковых глаз и три маленьких средних глаза согласно Zeng et al. (2020)
B: Две пары маленьких боковых глаз и один большой центральный глаз согласно Moysiuk & Caron (2022)
C: Одна пара маленьких боковых глаз, один большой центральный глаз, присутствует передний склерит (O’Flynn et al., 2023)

Kylinxia — мелкий артропод, похожий на креветку, достигающий 5 см в длину и 1,2 см в самой широкой части туловища. Туловище сегментировано и разделено на три отдела: голова, центральное туловище и пигидий. У животного наблюдается смесь признаков различных кембрийских артропод, в особенности опабинии (глаза), Radiodonta (передние придатки) и Megacheira (туловище).
Голова Kylinxia покрыта сросшимся панцирем с закруглённым общим углом наподобие таких Megacheira как Haikoucaris. Первоначально предполагалось, что, как и в случае с базальным артроподом опабинией (Opabinia), на голове Kylinxia располагались пять глаз на стебельках, однако исследование 2023 года показало, что глаз было три: один центральный и два боковых. В отличие от сросшегося хоботка опабинии и похожих на руки передних придатков у представителей группы Megacheira, в районе головы Kylinxia расположена пара несросшихся 16-члениковых крайних передних придатков, на каждом из которых находятся концевые и парные, зубчатые внутренние шипы (эндиты), похожие на те, что имеются у представителей группы Radiodonta аномалокариса (общая доля) и Ramskoeldia (эндиты). В отличие от Radiodonta, крайние передние придатки направлены вверх и лишены наружных шипов, как и передние придатки Megacheira. 
Как и у сегментированных Megacheira, туловище Kylinxia составляет значительную долю длины животного и состоит метамерных сегментов (тергитов), количество которых доходит до 26, и каждый соответствует паре придатков. Первые четыре пары посторальных (расположенных дальше рта) придатков рассматривались как редуцированные лоскутные образования, растущие из головы и двух передних сегментов туловища. В 2023 году выяснилось, что эти придатки двуветвистые и растут из головы. Все остальные придатки двуветвистые: каждая похожая на конечность внутренняя ветвь (эндоподы) состоит как минимум из семи сегментов, а каждая субовальная наружная ветвь (экзоподы) снабжена краевыми пластинками. Треугольный пигидий покрывает как минимум пять пар придатков и заканчивается трёхлопастным хвостовым веером, который состоит из средней и двух боковых боковых лопастей, что наблюдается у некоторых кембрийских артропод, таких как Hymenocarina и Fuxianhuiida.

## Таксономия
Kylinxia рассматривается как один из наиболее базальных представителей группы Deuteropoda. Предполагается родство животного с Fengzhengia.